# Oxypterna afghana
Oxypterna afghana är en insektsart som beskrevs av Willy Adolf Theodor Ramme 1952. Oxypterna afghana ingår i släktet Oxypterna och familjen gräshoppor. Inga underarter finns listade i Catalogue of Life.